# Ivan Barbašov
Ivan Dmitrijevič Barbašov (rusky Иван Дмитриевич Барбашёв; * 14. prosince 1995 Moskva) je profesionální ruský hokejový útočník momentálně hrající v týmu Vegas Golden Knights v severoamerické lize NHL. Je dvojnásobným držitelem Stanley Cupu ze sezón 2018/19 a 2022/23.

## Osobní život
Narodil se v Moskvě, kde vyrůstal se dvěma bratry, kteří se také věnují hokeji. Sergej momentálně hraje v klubu Buran Voroněž ve VHL. Nejmladší Maxim byl v roce 2022 draftován New Yorkem Rangers.
V červenci 2014 se Ivan oženil se svojí přítelkyní Xenijí Bezgodovou, která se živí modelingem. V srpnu 2020 se jim narodil syn Daniil.

## Hráčská kariéra
S hokejem začínal v rodné Moskvě v mládežnické základně Dynama. V importním draftu CHL byl v roce 2012 draftován klubem Moncton Wildcats, kde strávil zři sezóny.
V roce 2014 byl draftován ve 2. kole z celkové 33. pozice klubem St. Louis Blues. V červenci s nimi podepsal vstupní tříletou nováčkovskou smlouvu. Následně působil ve farmářském celku Chicago Wolves. St. Louis Barbaševa povolalo v lednu 2017, kdy si 25. ledna odbyl svůj debut v NHL v utkání proti Minnesotě. První branku si připsal 7. února v zápase proti Ottawě. V roce 2019 získal se St. Louis Stanley Cup. V září 2019 podepsal s klubem novou dvouletou prodlužující smlouvu.
V únoru 2023 byl vyměněn do Vegas, kde přispěl k zisku premiérového Stanley Cupu pro Zlaté rytíře.

## Ocenění a úspěchy
- 2012 WHC-17 – Vítězný gól
- 2013 QMJHL – All-Rookie Tým
- 2013 QMJHL – Nejlepší nahrávač mezi nováčcích
- 2019 NHL – Nejvíce hitů v playoff

## Prvenství
- Debut v NHL – 26. ledna 2017 (Minnesota Wild proti St. Louis Blues)
- První gól v NHL – 7. února 2017 (Ottawa Senators proti St. Louis Blues, kanadskému brankáři Andrew Hammond)
- První asistence v NHL – 16. února 2017 (St. Louis Blues proti Vancouver Canucks)
- První hattrick v NHL – 21. března 2019 (St. Louis Blues proti Detroit Red Wings)

## Klubové statistiky
| Sezóna      | Klub                 | Soutěž      |     | Základní část | Základní část | Základní část | Základní část | Základní část |    | Play off | Play off | Play off | Play off | Play off |
| Sezóna      | Klub                 | Soutěž      | Z   | G             | A             | B             | TM            | Z             | G  | A        | B        | TM       |          |          |
| 2011–12     | HK MVD Balašicha     | MHL         | 38  | 8             | 2             | 10            | 18            | —             | —  | —        | —        | —        |          |          |
| 2012–13     | Moncton Wildcats     | QMJHL       | 68  | 18            | 44            | 62            | 36            | 5             | 1  | 2        | 3        | 0        |          |          |
| 2013–14     | Moncton Wildcats     | QMJHL       | 48  | 25            | 43            | 68            | 27            | 6             | 4  | 6        | 10       | 8        |          |          |
| 2014–15     | Moncton Wildcats     | QMJHL       | 57  | 45            | 50            | 95            | 59            | 16            | 13 | 11       | 24       | 14       |          |          |
| 2015–16     | Chicago Wolves       | AHL         | 65  | 10            | 18            | 28            | 15            | —             | —  | —        | —        | —        |          |          |
| 2016–17     | Chicago Wolves       | AHL         | 46  | 19            | 18            | 37            | 14            | 2             | 0  | 0        | 0        | 0        |          |          |
| 2016–17     | St. Louis Blues      | NHL         | 30  | 5             | 7             | 12            | 2             | 6             | 0  | 0        | 0        | 2        |          |          |
| 2017–18     | St. Louis Blues      | NHL         | 53  | 7             | 6             | 13            | 4             | —             | —  | —        | —        | —        |          |          |
| 2017–18     | Chicago Wolves       | AHL         | 20  | 5             | 5             | 10            | 6             | —             | —  | —        | —        | —        |          |          |
| 2018–19     | St. Louis Blues      | NHL         | 80  | 14            | 12            | 26            | 17            | 25            | 3  | 3        | 6        | 4        |          |          |
| 2019–20     | St. Louis Blues      | NHL         | 69  | 11            | 15            | 26            | 23            | 3             | 0  | 0        | 0        | 2        |          |          |
| 2020–21     | St. Louis Blues      | NHL         | 38  | 5             | 7             | 12            | 6             | 4             | 0  | 1        | 1        | 4        |          |          |
| 2021–22     | St. Louis Blues      | NHL         | 81  | 26            | 34            | 60            | 40            | 12            | 0  | 2        | 2        | 4        |          |          |
| 2022–23     | St. Louis Blues      | NHL         | 59  | 10            | 19            | 29            | 36            | —             | —  | —        | —        | —        |          |          |
| 2022–23     | Vegas Golden Knights | NHL         | 23  | 6             | 10            | 16            | 6             | 22            | 7  | 11       | 18       | 18       |          |          |
| 2023–24     | Vegas Golden Knights | NHL         | 82  | 19            | 26            | 45            | 42            | 7             | 0  | 4        | 4        | 0        |          |          |
| 2024–25     | Vegas Golden Knights | NHL         | 70  | 23            | 28            | 51            | 10            | 11            | 1  | 1        | 2        | 6        |          |          |
| NHL celkově | NHL celkově          | NHL celkově | 585 | 126           | 164           | 290           | 186           | 90            | 11 | 22       | 33       | 40       |          |          |

## Reprezentace
| Rok                            | Tým                            | Soutěž                         | Z  | G | A  | B  | TM |
| ------------------------------ | ------------------------------ | ------------------------------ | -- | - | -- | -- | -- |
| 2012                           | Rusko 18                       | MIH                            | 4  | 1 | 0  | 1  | 4  |
| 2013                           | Rusko 18                       | MS18                           | 7  | 3 | 6  | 9  | 4  |
| 2014                           | Rusko 20                       | MSJ                            | 7  | 1 | 1  | 2  | 0  |
| 2015                           | Rusko 20                       | MSJ                            | 7  | 3 | 3  | 6  | 2  |
| Juniorská reprezentace celkově | Juniorská reprezentace celkově | Juniorská reprezentace celkově | 25 | 8 | 10 | 18 | 10 |